# Пограничникам всех поколений посвящается (памятник)
Пограничникам всех поколений посвящается… — памятник в Нижнем Новгороде на Сенной площади. Заложен 26 мая 2018 года, открыт 5 мая 2019 года, расположен в сквере имени К. И. Ракутина.

## История
Памятник был заложен 26 мая 2018 года, в основание памятника при этом помещены капсулы с землей с мест пограничных боёв: Брестская крепость, Карелия, Мурманск, Севастополь, Хасан, Даманский, Хабаровск, Сахалин. Деньги на строительство были собраны общественной организацией ветеранов «Нижегородский пограничник».
После открытия, у памятника регулярно проводятся патриотические мероприятия, возложение цветов, проходят экскурсии с рассказами об истории Нижегородской области, о пограничной истории Нижнего Новгорода. 

## Описание

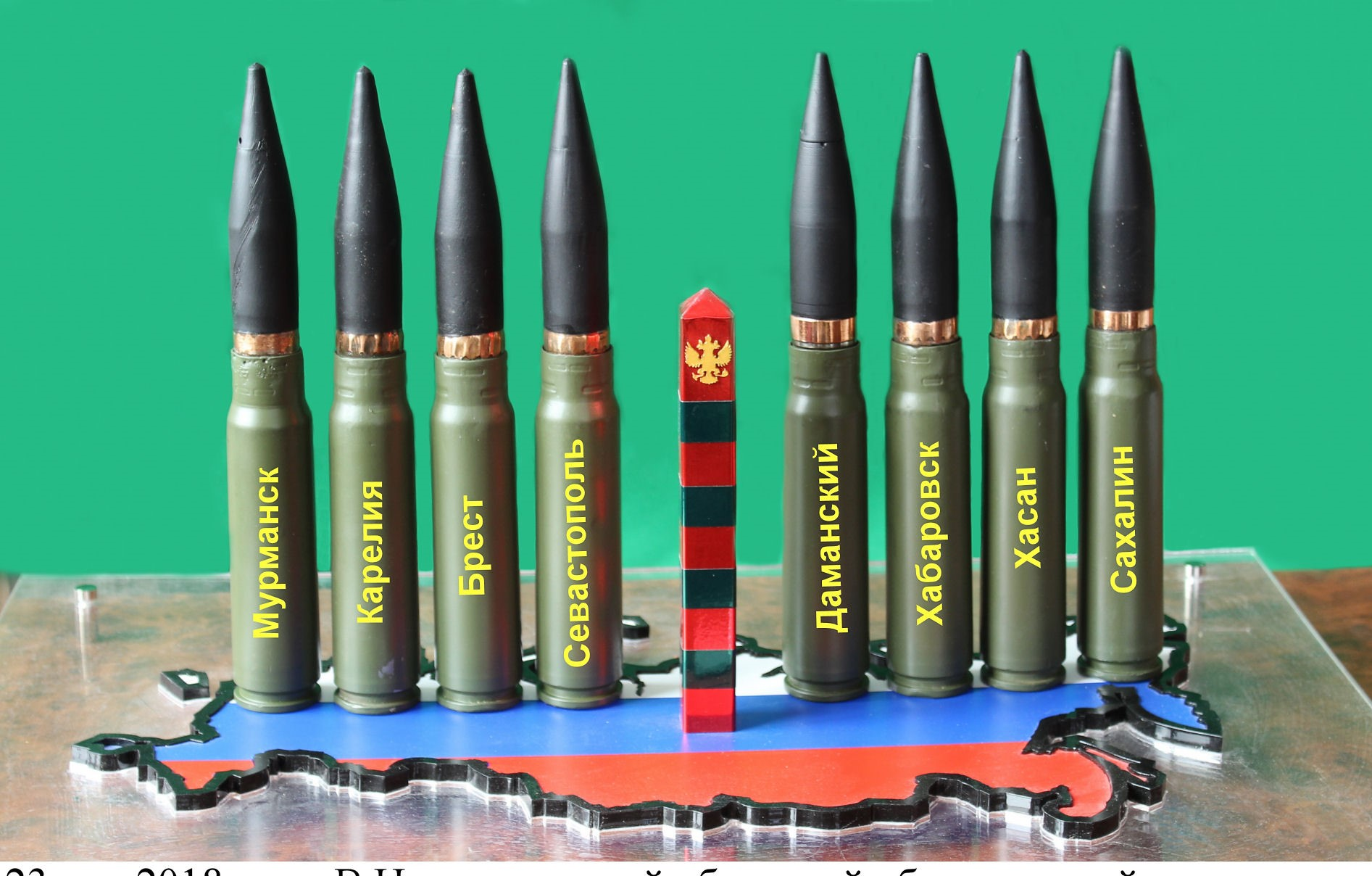
Капсулы памяти с землей мест подвигов пограничников

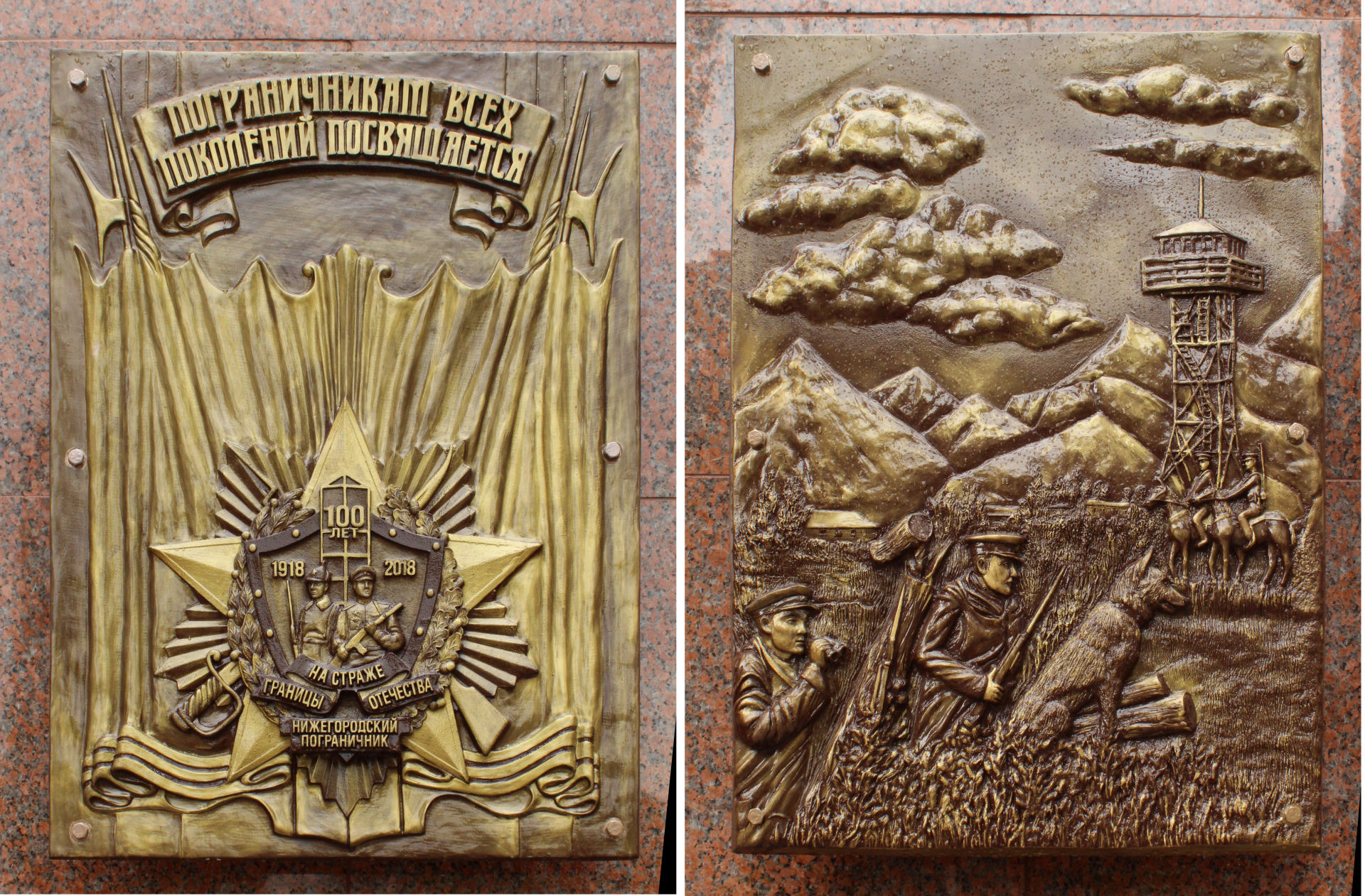
Название памятника и пограничная история 20-30 годов XX века

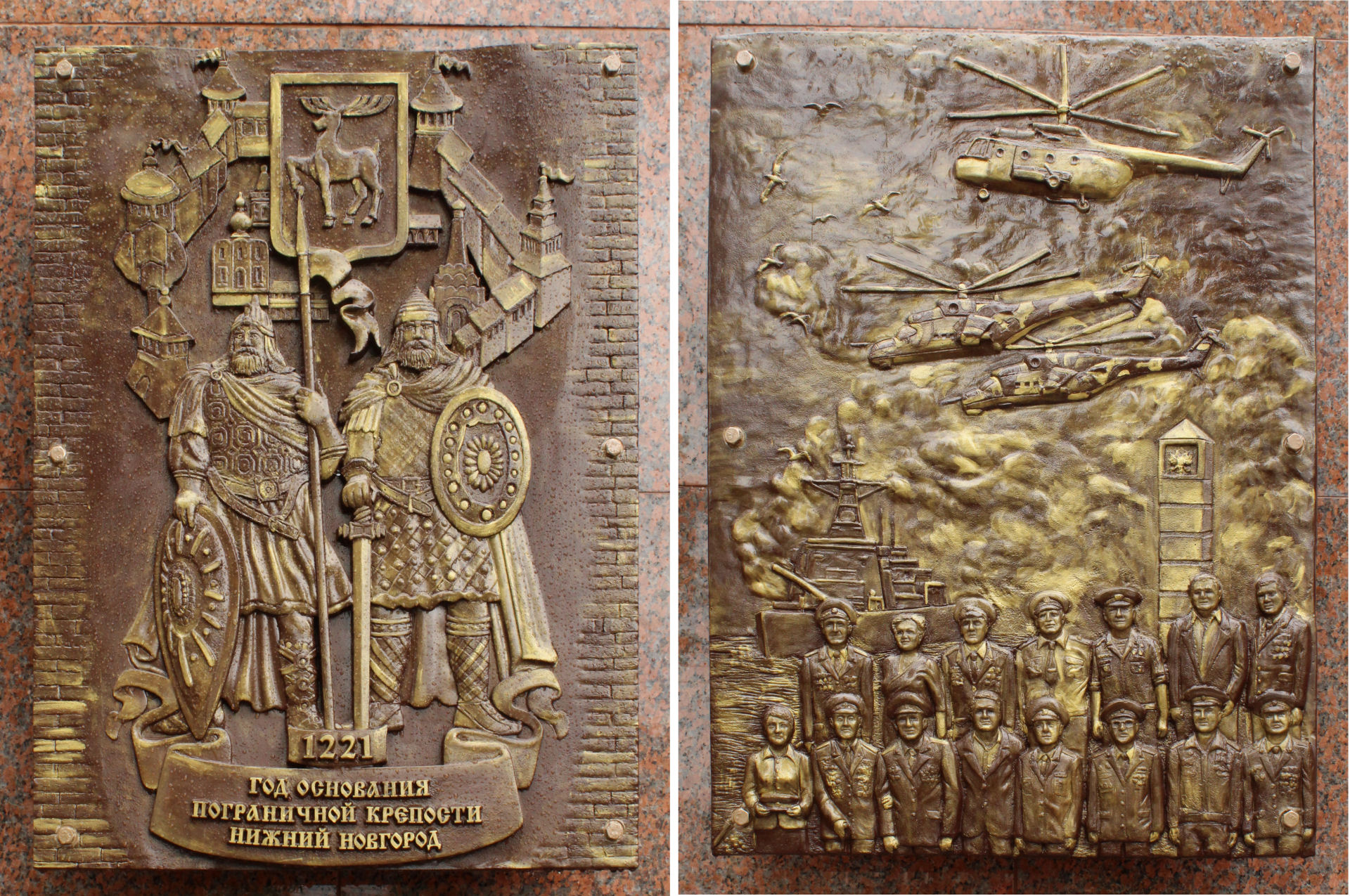
История образования Нижнего Новгорода, современная история пограничной службы

Композиция памятника отражает историю и традиции пограничных войск в России с 1221 года. С четырёх сторон памятника-стелы размещены барельефы, отражающие основные этапы истории охраны границ Отечества.
1. Барельеф (Нижний Новгород, 1221 год) — Хасан-Севастополь (со стороны Сенной и ул. Белинского). На барельефе изображены два вооружённых, в доспехах древнерусских воина, стоящих на постаменте. На постаменте надпись «1221 год», год основания пограничной крепости Нижний Новгород. Древнерусские воины изображены на фоне стен Нижегородского кремля и герба Нижнего Новгорода. Барельеф посвящен памяти древнерусских защитников Нижегородской земли.
2. Барельеф (пограничник с собакой) Брест — Карелия (со стороны ул. Минина). На первом плане изображен пограничный наряд «Секрет» в составе двух вооружённых пограничников со служебной собакой. На дальнем плане, на фоне гор изображены: пограничный наряд «Дозор» на лошадях, пограничная наблюдательная вышка. На барельефе изображены все основные символы охраны Государственной границы 20-х, 60-х годов.
3. Барельеф (ветераны) Даманский — Хабаровск (со стороны ул. Родионова и строящихся домов). На барельефе изображены 15 членов Президиума Совета «Нижегородский пограничник» ветераны пограничной службы, участники боевых действий, вдовы ветеранов. В первом ряду Почётный председатель Организации Баландин Владимир Васильевич. Строй ветеранов изображен на фоне пограничного знака, современных боевых вертолётов, пограничного сторожевого катера — неутомимых тружеников воздушной, морской границы. Барельеф посвящен памяти ветеранов пограничной службы, ныне живущим и ушедшим из жизни.
4. Барельеф (знак «100 лет пограничной службы») Сахалин — Мурманск (со стороны сцены). На барельефе, на первом плане, на фоне складок флага — вверху изображено название Памятника «ПОГРАНИЧНИКАМ ВСЕХ ПОКОЛЕНИЙ ПОСВЯЩАЕТСЯ», по центру размещена звезда, пограничный знак номер 100, слева от знака надпись 1918, справа — 2018, перед пограничным знаком два пограничника, один в форме 1918 года, второй в современной. На ленте под пограничниками надпись «На страже границ Отечества». Ниже надпись «Нижегородский пограничник». Барельеф посвящён памяти 100- летия пограничной службы и Нижегородской областной организации ветеранов «Нижегородский пограничник».

## Критика
Район площади Сенной исторически являлся мусульманским районом города. Высказывалось мнение, что памятник пограничникам имеет слабую связь с историей района, и уместнее был бы, например, памятник Мусе Джалилю. Однако, поскольку монумент размещён на правах малой архитектурной формы, организованное общественное осуждение его размещения не происходило. Также критике подвергалось расположение в непосредственной близости от высотного здания.